# دیو سیمونز
دیو سیمونز (انگلیسی: Dave Simmons; ۲۴ اکتبر ۱۹۴۸ – ۳ ژوئیهٔ ۲۰۰۷) بازیکن فوتبال اهل بریتانیا بود.
از باشگاه‌هایی که در آن بازی کرده‌است می‌توان به باشگاه فوتبال آرسنال، باشگاه فوتبال کمبریج یونایتد، باشگاه فوتبال استون ویلا، باشگاه فوتبال والسال، باشگاه فوتبال ای‌اف‌سی بورنموث، باشگاه فوتبال کولچستر یونایتد، باشگاه فوتبال برنتفورد، و باشگاه فوتبال کمبریج یونایتد اشاره کرد.